# Jeux de la Lusophonie 2006

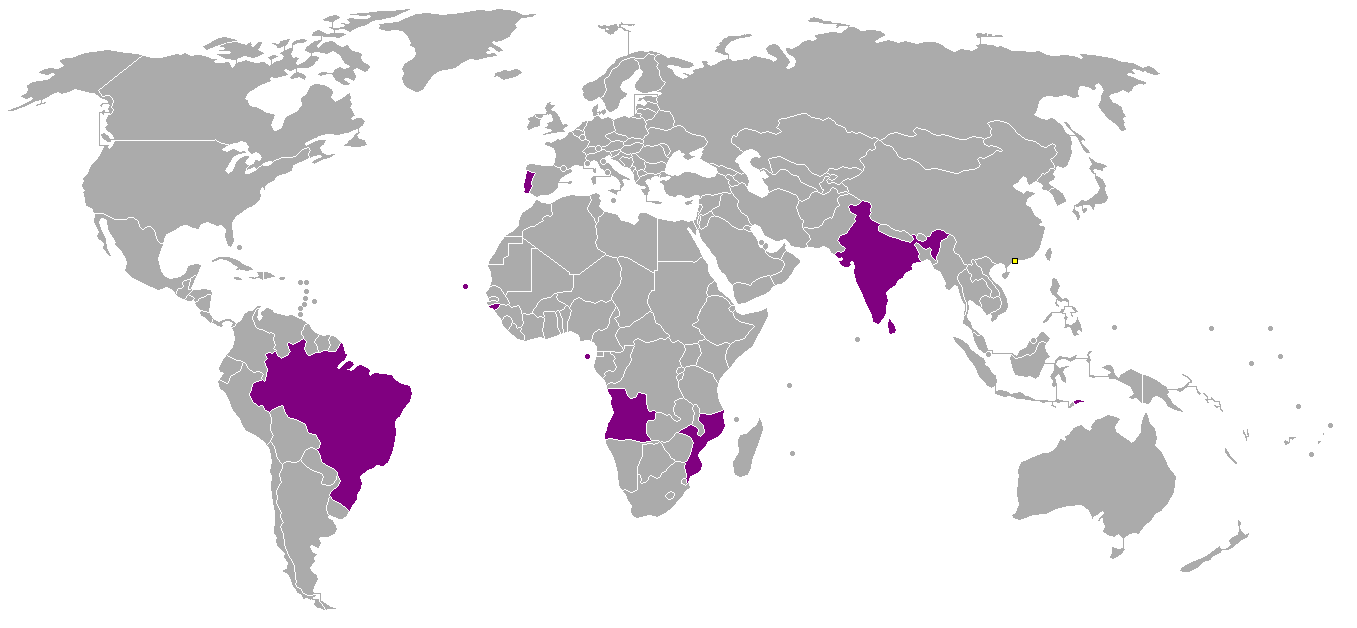
Pays participant en violet et localisation de Macao en jaune.

Les premiers jeux de la Lusophonie se sont déroulés du 7 au 15 octobre 2006 à Macao (Chine).
733 athlètes participe à la première édition. La Mozambicaine Maria Mutola, blessée, n'y participe pas.
Les différentes disciplines sont : l'Athlétisme, le Basket-ball, le Football, le Football en salle, le Taekwondo, le Tennis de table, le Volley-ball, le Volley-ball de plage.

## Pays participants
- Angola
- Brésil
- Cap-Vert
- Inde (membre associé)
- Guinée-Bissau
- Guinée équatoriale (membre associé)
- Macao
- Mozambique
- Portugal
- Sao Tomé-et-Principe
- Sri Lanka (membre associé)
- Timor oriental

## Épreuves
| ● | Cérémonie d'ouverture | ● | Competition | ● | Finale | ● | Cérémonie de clôture |

| Octobre           | 4 | 5 | 6 | 7 | 8 | 9 | 10 | 11 | 12 | 13 | 14 | 15 |
| ----------------- | - | - | - | - | - | - | -- | -- | -- | -- | -- | -- |
| Cérémonies        |   |   |   | ● |   |   |    |    |    |    |    | ●  |
| Athlétisme        |   |   |   |   |   |   |    | ●  | ●  |    |    |    |
| Basket-ball       |   |   |   |   | ● | ● | ●  | ●  | ●  | ●  | ●  | ●  |
| Beach-volley      |   |   |   |   |   |   |    |    |    | ●  | ●  | ●  |
| Football          | ● | ● | ● |   | ● |   | ●  |    |    |    |    |    |
| Football en salle |   |   |   |   |   | ● | ●  | ●  |    | ●  | ●  |    |
| Taekwondo         |   |   |   |   | ● | ● |    |    |    |    |    |    |
| Tennis de table   |   |   |   |   |   | ● | ●  | ●  |    |    |    |    |
| Volleyball        |   |   |   | ● | ● | ● |    | ●  |    |    |    |    |

## Tableau des médailles
| Rang | Nation               | Or | Argent | Bronze | Total |
| ---- | -------------------- | -- | ------ | ------ | ----- |
| 1er  | Brésil               | 29 | 19     | 9      | 57    |
| 2e   | Portugal             | 12 | 18     | 21     | 51    |
| 3e   | Sri Lanka            | 3  | 2      | 1      | 6     |
| 4e   | Mozambique           | 2  | 0      | 3      | 5     |
| 5e   | Cap-Vert             | 1  | 1      | 4      | 6     |
| 6e   | Macao                | 0  | 3      | 11     | 14    |
| 7e   | Angola               | 0  | 3      | 2      | 5     |
| 8e   | Inde                 | 0  | 1      | 2      | 3     |
| 9e   | Sao Tomé-et-Principe | 0  | 1      | 2      | 3     |
| 10e  | Guinée-Bissau        | 0  | 0      | 1      | 1     |
| 11e  | Timor oriental       | 0  | 0      | 1      | 1     |
| 12e  | Guinée équatoriale   | 0  | 0      | 0      | 0     |